# Szilágyi János (régész)
Szilágyi János (Debrecen, 1907. október 17. – Budapest, 1988. április 21.) magyar régész, történész, a történelemtudomány (régészet) kandidátusa (1953).

## Életpályája
Szülei: Szilágyi János és Varga Mártha voltak. Egyetemi tanulmányait a debreceni Tisza István Tudományegyetemen végezte, ahol 1933-ban latin-történelem szakos középiskolai tanári oklevelet kapott. 1933-ban a budapesti Pázmány Péter Tudományegyetemen bölcsészdoktori oklevelet szerzett. 1933–1935 között a debreceni, majd a budapesti tudományegyetemen volt gyakornok és tanársegéd. 1935–1971 között a budapesti Aquincumi Múzeum (Budapesti Történeti Múzeum) munkatársa, 1947–1971 között igazgatója, majd osztályvezetője volt. 1947-ben a budapesti tudományegyetemen római hadtörténelemből magántanári képesítést szerzett. 1949–1953 között szerkesztette az Archaeologiai Értesítőt. 1952-től az Aquincumi Múzeummal egyesített Fővárosi Régészeti és Ásatási Intézetből kialakított BTM Régészeti Osztályának a vezetője, ugyanakkor a BTM főigazgató helyettese volt. 1961-től a BTM főigazgatója volt. 1971-ben nyugdíjba vonult.
Titkára volt a Magyar Régészeti és Művészettörténeti Társaságnak, tagja az MTA Régészeti Főbizottságának. Fő kutatási területe Pannonia római kori története és régészete, ezen belül a római hadtörténet, különös tekintettel Pannónia római kori katonatörténetére. A római kori bélyeges téglák kutatásával nemzetközi hírnevet szerzett. Számos ásatást vezetett.
Sírja az Óbudai temetőben található (13/5-I-179).

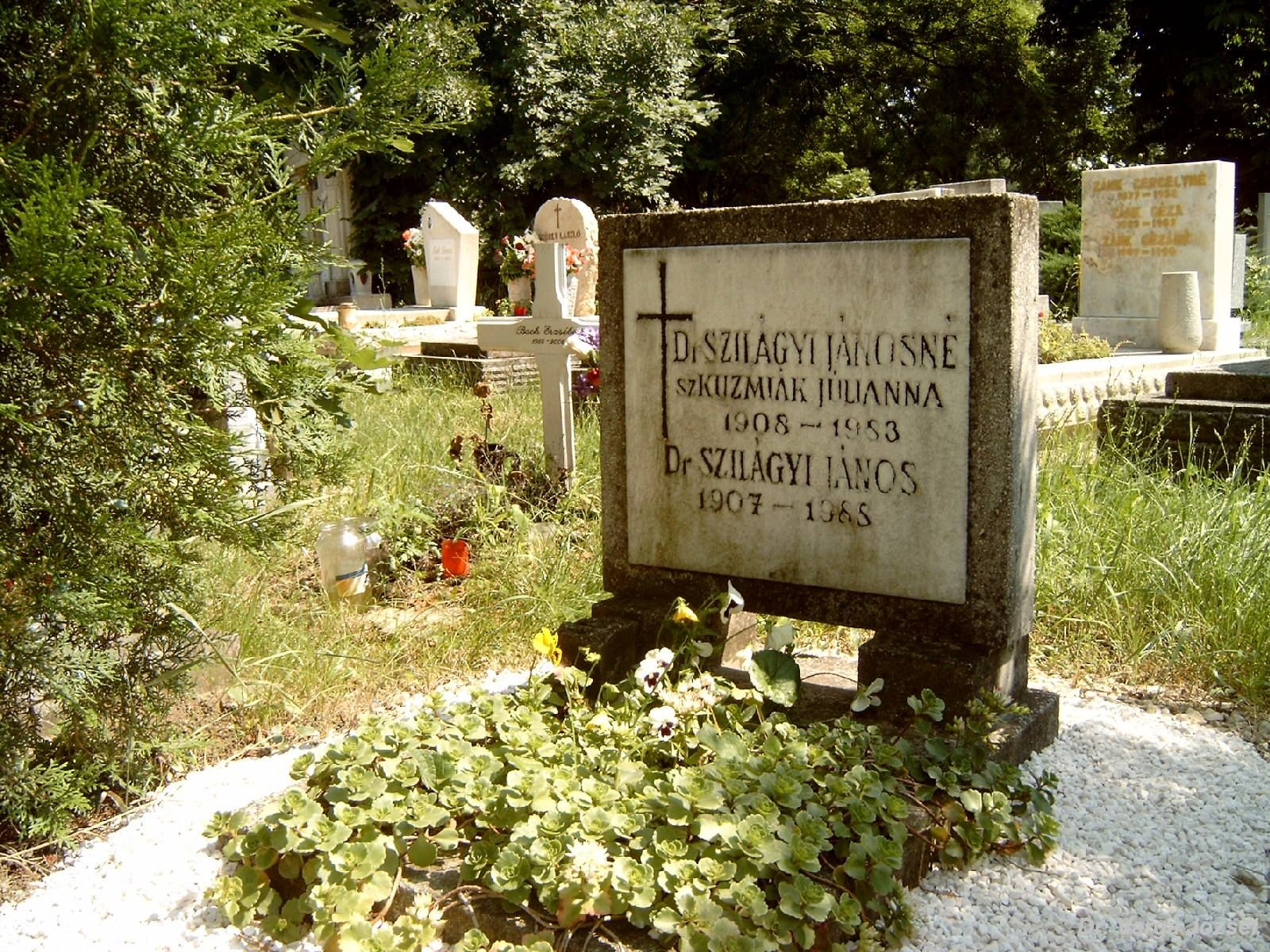
Sírja az Óbudai temetőben (13/5-I-179).

## Művei
- A pannoniai bélyeges téglák (Budapest, 1933)
- Aquincum és északkelet Pannonia katonai megszállása (Budapest, 1938)
- Aquincum. (Budapest, 1939)
- Pannoniai római segédcsapattestek bélyeges téglái és táborhelyei (Budapest, 1942)
- Az Aquincumi Múzeum Kutatásai és Gyarapodása (1943)
- A daciai erődrendszer helyőrségei és a katonai téglabélyegek (Budapest, 1946)
- Aquincum (Budapest, 1956; németül is)
- Magyarország tűzoltó vonatkozású emlékei a római korból (Budapest, 1960)
- A tűzrendészet fejlődése az őskortól a modern időkig (Budapest, 1960)
- Honismeret és régészet (Budapest, 1973)